# Edmund Dalbor
Edmund Dalbor (30 de octubre de 1869 - 13 de febrero de 1926) fue un cardenal de la Iglesia católica que se desempeñó como arzobispo de Gniezno y Poznań.

## Biografía
Nació el 30 de octubre de 1869. Estudió filosofía y teología en Münster, y fue ordenado sacerdote el 25 de febrero de 1893. En 1894 recibió su doctorado en derechos canónicos en la Universidad Pontificia Gregoriana.
Desde 1893 hasta 1915 trabajó como pastor, profesor y abogado canónico en Poznań, donde presidió como vicario general de la administración de la diócesis. En 1915 sirvió como arzobispo de Gniezno y Poznań. Recibió la consagración episcopal el 21 de septiembre de 1915 por el arzobispo Felix von Hartmann. El papa Benedicto XV nombró a Dalbor en 1919 cardenal con el título presbiteral de la Iglesia de San Giovanni a Porta Latina. Falleció el 13 de febrero de 1926.